# حفلة منتصف الليل (فلم)
حفلة منتصف الليل فيلم مصري من إنتاج عام 2012.

## القصة
تدور أحداث الفيلم من خلال شخصية سيدة أعمال ثرية شهد (رانيا يوسف)، وتقوم بدعوة كل أصدقائها والعاملين معها في شركتها لحفلة تبدأ منتصف الليل دون الإفصاح عن سبب الدعوة وسبب هذا الحفل، وترسل لكل صديق وصديقة سيارة حتى باب منزله لتقله إلى فيلتها حيث يقام الحفل، ويأتي الجميع، ويكون في انتظارهم عددا من الرجال الذين تستعين بهم شهد، من أجل حمايتهم وتأمين المكان، ولكنهم يقومون بإغلاق الفيلا لمنع دخول أحد أو خروجه..
وبالتدريج نعرف سبب هذه الحفلة حيث تسعى البطلة لمعرفة سر «سى دى» وصل لها يؤكد خيانة زوجها لها مع إحدى صديقاتها بالحفلة، وتتوالى الأحداث ويظهر للمشاهد مدى تشابك العلاقات بين الأبطال وتعقيدها أيضا، وبطبيعة الحال تدور معظم الأحداث داخل هذه الفيلا إلا بعض المشاهد القليلة التي تستدعي اللجوء لأسلوب الفلاش باك.

## طاقم التمثيل
- رانيا يوسف: شهد
- إيمي المصري: سكرتيرة شهد
- سامي عبد الحليم: فريد مدير شركة شهد
- إدوارد: هاني
- حنان مطاوع: داليا زوجة هاني
- سيد عبد الخالق: أحد رجال طاقم الحراسة
- حمدي هيكل: كبير طاقم الحراسة
- أحمد وفيق: مدحت
- درة: رشا زوجة مدحت
- منى هلا: نهى اخت فريد
- عمر حسن يوسف: وليد
- عبير صبري: علا زوجة فريد
- رامي وحيد: حسن زوج شهد
- محمد جمعة: كمال

## فريق العمل
- إخراج: محمود كامل
- تأليف: محمد عبد الخالق
- إنتاج: الشركة العربية للإنتاج والتوزيع السينمائي
- توزيع: الشركة العربية للإنتاج والتوزيع السينمائي
- مونتاج: مها رشدي
- موسيقى تصويرية: تامر كراون
- مدير التصوير: شادي علي

## أغنية النهاية
غناء: طارق الشيخ

تأليف أمل الطائر، ألحان وليد عبد العظيم

## وصلات خارجية
- مقالات تستعمل روابط فنية بلا صلة مع ويكي بيانات